# Hofburg (Innsbruck)

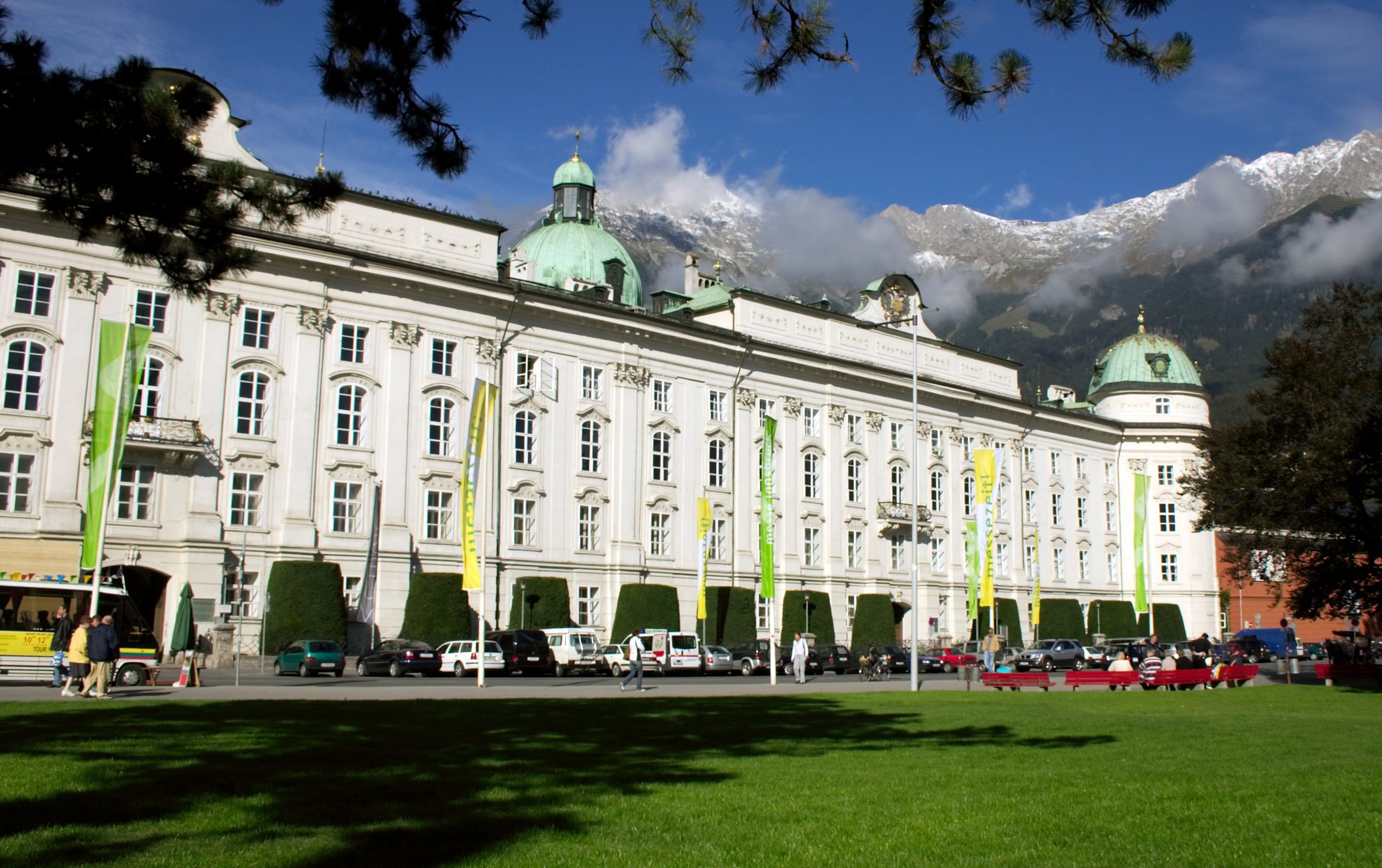
Hofburg en Innsbruck, Austria

El Hofburg (Palacio Imperial) es un palacio Habsburgo en Innsbruck, Austria, considerado uno de los tres edificios más significativos culturalmente en el país, junto con el Hofburg de Viena y el Palacio de Schönbrunn, también en Viena. 
El Hofburg es el edificio principal de un complejo residencial antiguamente usado por los Habsburgo que todavía incluye la Fundación Colegial de Mujeres Nobles, la Capilla de Plata, la Hofkirche con el cenotafio del emperador Maximiliano y el Schwarzen Mandern, la Universidad Teológica, el Museo de Arte Popular del Tirol, la Catedral de Innsbruck, el Congreso, y el Hofgarten (jardín imperial).
El palacio original fue construido a partir de varias edificaciones preexistentes por el archiduque Segismundo alrededor de 1460. La estructura incluía fortificaciones medievales a lo largo de la muralla oriental de la ciudad como la Puerta Rumer, más tarde convertida en Torre Heráldica en 1499 por Jörg Kölderer bajo el emperador Maximiliano I. El palacio fue expandido varias veces durante los siguientes 250 años y reformado conforme a los gustos de cada época. 
Entre 1754 y 1773, el Hofburg experimentó dos grandes etapas de cambios estructurales barrocos bajo la emperatriz María Teresa que lo llevaron a su forma actual: el ala sur fue construida (1754–1756) en el Hofgasse según diseños de J. M. Gumpp el Joven, y la fachada principal fue añadida (1766–1773) en el Rennweg según diseños de C. J. Walter. Durante este periodo, se completó también la "Sala de los Gigantes" con por frescos de F. A. Maulbertsch, y la Capilla Imperial (1765) en la habitación donde el emperador y marido de María Teresa, Francisco I  había muerto.
Hoy, el Hofburg contiene cinco áreas museísticas: las habitaciones de María Teresa del siglo XVIII, el apartamento de emperatriz Sisí del siglo XIX, un Museo de Mobiliario, una Galería Ancestral, y una Galería de Pintura. Estos museos ilustran varios aspectos de la historia política y cultural del palacio imperial durante los 450 años de su uso por los Habsburgo.

## Historia

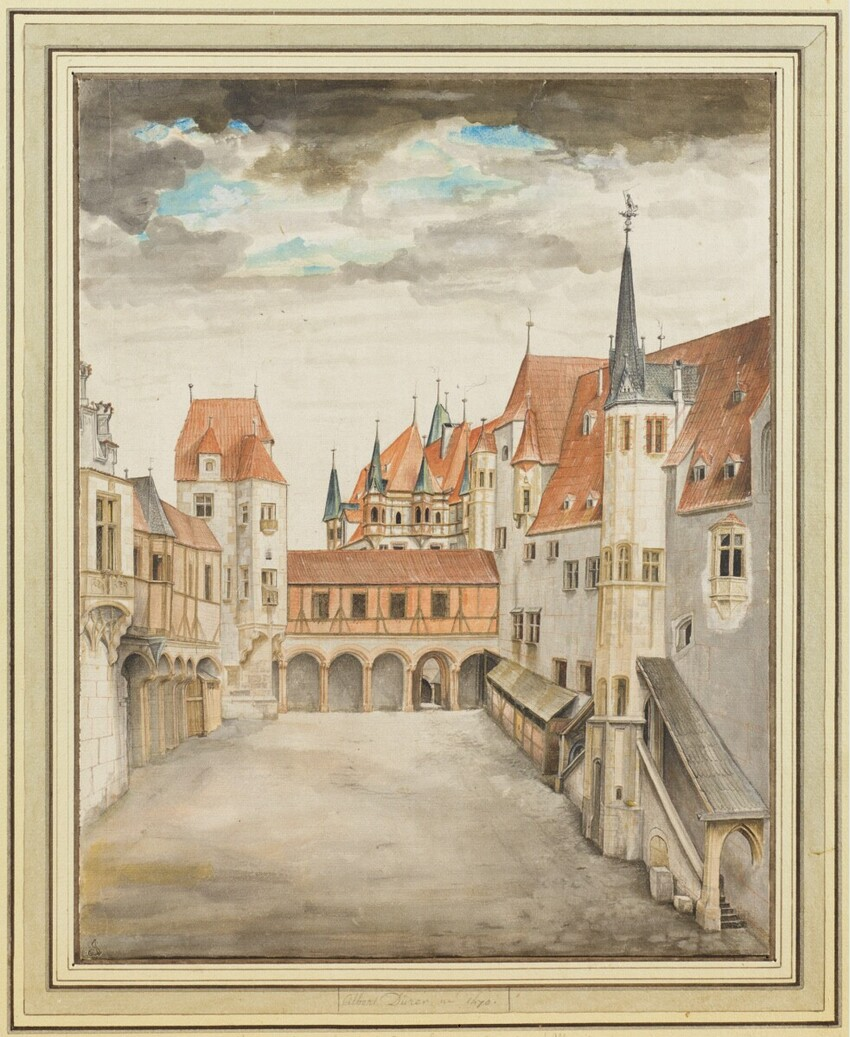
Patio del castillo de Innsbruck de Alberto Durero, 1495

El Hofburg fue construido en el emplazamiento antes ocupado por fortificaciones y torres de la ciudad medieval. En el siglo XIV, cuando Innsbruck estaba gobernado por los Condes de Gorizia-Tirol, las murallas defensivas de la ciudad incluían un tramo que pasaba por la actual fachada principal del Hofburg en Rennweg. Tres elementos estructurales de estas fortificaciones tempranas se mantuvieron y fueron integrados en el palacio: la antigua puerta situada en el sur en el pasaje Hofgasse-Rennweg (llamada Puerta Rumer, Puerta Saggen o Torre Heráldica), una torre de ronda rectangular del lado nororiental y una torre defensiva rectangular donde actualmente está la esquina del gabinete. La muralla de la ciudad discurría desde la Puerta Rumer a la torre de ronda y continuaba al oeste hacia esa la torre rectangular, formando el perímetro en esquina que aún se distingue en el Hofburg.
En 1361, la Casa de Habsburgo empezó a gobernar el Tirol. Entre 1395 y 1406, el duque Leopoldo IV de Austria (1371–1411) empezó a adquirir casas y propiedades en el actual área del palacio, además de ordenar construir dos jardines fuera de los muros de la ciudad —actual Hofgarten. En 1406, el duque y hermano de Leopoldo, Federico IV de Austria (Federico de los Bolsillos Vacíos) se convirtió en gobernante del Tirol. Federico trasladó la capital desde Merano, en el actual Tirol del Sur, a Innsbruck, y construyó su Residencia Nueva, en el actual edificio con el Goldenes Dachl al oeste del área del Hofburg.
En 1446, el archiduque Segismundo (1427–1496) se convirtió en el nuevo gobernante del Tirol, comenzando un periodo de prosperidad gracias a la minería de plata en Schwaz. Segismundo expandió el Hofburg a través de la adquisición de varias casas en Hofgasse y varios jardines cerca de la catedral. Ese año, la construcción del Hofburg empezó con los cimientos del edificio principal a lo largo del antiguo foso (la sección del sur del ala este a lo largo de Rennweg) y una porción del ala del sur (a lo largo de Hofgasse). Se completaron habitaciones y una capilla en el ala este y según los relatos, se celebró un banquete en 1463 en una sala calentada. Se construyó también una cancillería en el ala del sur (a lo largo de Hofgasse). En la Puerta Rumer, Segismundo añadió una habitación con ventanas y una escalera de caracol, instalando un salón con paredes recubiertas y una gran cama. La Harnaschhaus (armería) fue también construida en esa época (actualmente es el hogar del Stiftskeller), siendo lugar de fabricación y almacenaje de armaduras.

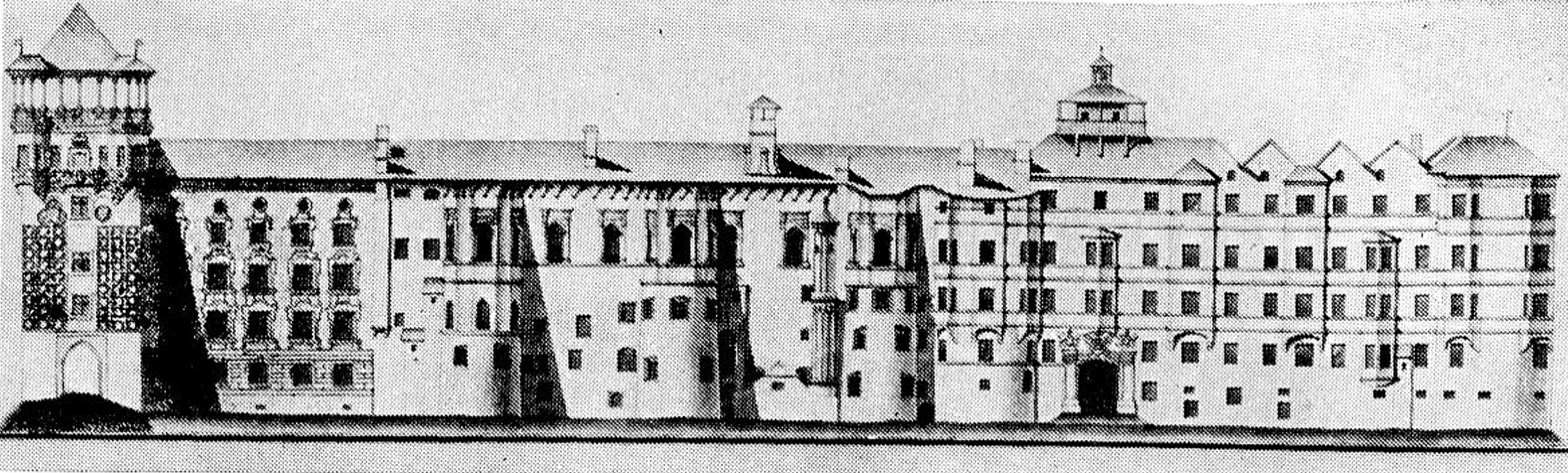
Hofburg antes de la reconstrucción barroca

El Hofburg fue ampliado y expandido en estilo gótico tardío por el emperador Maximiliano I (1459–1519), y pronto obtuvo la reputación de "edificio más bonito del periodo gótico tardío". En 1495, el palacio fue extendido al norte del complejo y fue utilizado como la residencia de la segunda mujer de Maximiliano, Bianca María Sforza, cuya dote puede haber financiado el trabajo. Durante esta fase de construcción, los apartamentos imperiales y la sala de banquete fueron movidos del primer piso al segundo piso —la ubicación de la actual Sala de los Gigantes (Riesensaal) y habitaciones adyacentes. El salón de entrada fue también añadido al norte desde un puente levadizo . El maestro de obras de Maxiliano fue Nikolaus Thüring el Mayor,  también autor del Goldenes Dachl en su fachada sur. En 1499, los restos de la Puerta Rumer, que había sido destruida por un incendio en 1494, fueron convertidos en la Torre Heráldica por Jörg Kölderer. El patio interior del Hofburg está descrito en dos acuarelas de Alberto Durero de 1495 y 1496.
Entre 1520 y 1530, el Hofburg fue transformado en un complejo cerrado de edificios con patios internos. Se ampliaron estructuras al suroeste, al oeste y al norte, formando una sola fachada exterior. Se cerraron los patios, incluyendo el patio de cocina, con sus dimensiones actuales. Estos cambios fueron obra de Georg Thüring, el hijo de Nikolaus Thüring. En 1533, el Hofburg se convirtió en la residencia permanente del emperador Fernando I (1503–1564) y su familia. En 1534, un incendio destruyó secciones del Hofburg y Fernando trajo al arquitecto italiano Lucius de Spaciis para redefinir el ala este del Hofburg (a lo largo de Rennweg) y crear una nueva sala de banquetes. Los altos techos góticos fueron gradualmente reemplazados por techos planos cubiertos por el gablete de la fachada renacentista.
La transformación del Hofburg de un palacio gótico a uno renacentista continuó con el archiduque Fernando II de Austria (1529–1595), que trajo al maestro constructor Giovanni Lucchese para adecuarlo al estilo italiano de moda. Lucchese fue también responsable de renovar el Castillo de Ambras. Se añadieron pinturas a los patios, se despejaron la cancillería y el edificio del consejo para el uso del emperador y se pintaron murales en las habitaciones de la cancillería, obra del pintor Heinrich Teufel entre 1567 y 1568. También se amuebló la torre del nordeste, llamada la Torre Dorada. En 1577 se añadió la Silberne Kapelle (Capilla de Plata), conectando el ala con Hofkirche.

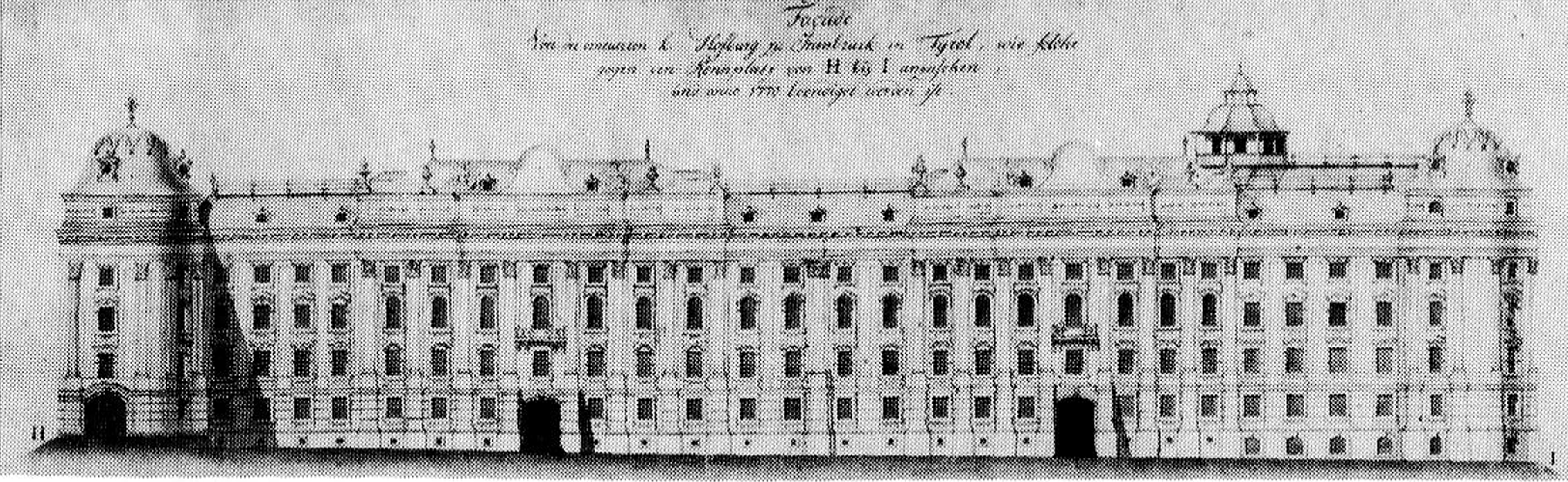
Hofburg después de la reconstrucción barroca, 1779

Durante el siglo XVII, la expansión del Hofburg se detuvo bajo el archiduque Leopoldo V de Austria (1586–1632) y sus sucesores debido a la guerra de los Treinta Años. Durante este periodo, el Hofburg cayó en decadencia, llevándose a cabo únicamente reparaciones críticas. El Hofburg continuó siendo la sede del gobierno, pero la familia imperial se trasladó al Castillo Ruhelust en el Hofgarten. En 1665, la familia imperial se trasladó a Viena, nueva capital del imperio. El Hofburg de Innsbruck se convirtió en un alojamiento elegante pero provisional para miembros de la familia imperial en sus viajes al oeste. En 1711, los pintores barrocos tiroleses Kaspar y Johann Joseph Waldmann recibieron el encargo de pintar la sala grande (Sala de los Gigantes).
Durante el siglo XVIII, el Hofburg fue transformado y renovado en el estilo barroco bajo Emperatriz María Teresa (1717–1780). El proyecto de reconstrucción duró de 1754 a 1776 y tuvo lugar en dos fases, interrumpido por la guerra de los Siete Años (1754–1763). La primera fase empezó con el diseño en 1754 de Johann Martin Gumpp el Joven, comisionado para crear nuevas oficinas en el ala del sur (a lo largo de Hofgasse), añadir una escalera central, estandarizar las alturas de los pisos y techos, eliminar paredes y escaleras innecesarias que estrechaban las salas y reconfigurar las ventanas del edificio.
En 1765, tras el fin de la guerra de los Siete Años, María Teresa seleccionó Innsbruck como emplazamiento para la boda de su hijo y futuro emperador Leopoldo II con María Luisa de España. En preparación para la boda, se prepararon habitaciones residenciales para la pareja imperial en el nuevo ala, además de habitaciones adicionales para la familia real en la zona sur (Apartamentos Imperiales), así como en las alas este y norte. Durante el transcurso de las celebraciones, Francisco murió de repente de regreso del teatro el 18 de agosto de 1765. Para María Teresa, el Hofburg se convirtió en "sitio conmemorativo y edificio representativo" en honor de su marido. Por instrucciones de la emperatriz, la antesala donde Francisco murió fue convertida en capilla en 1766.

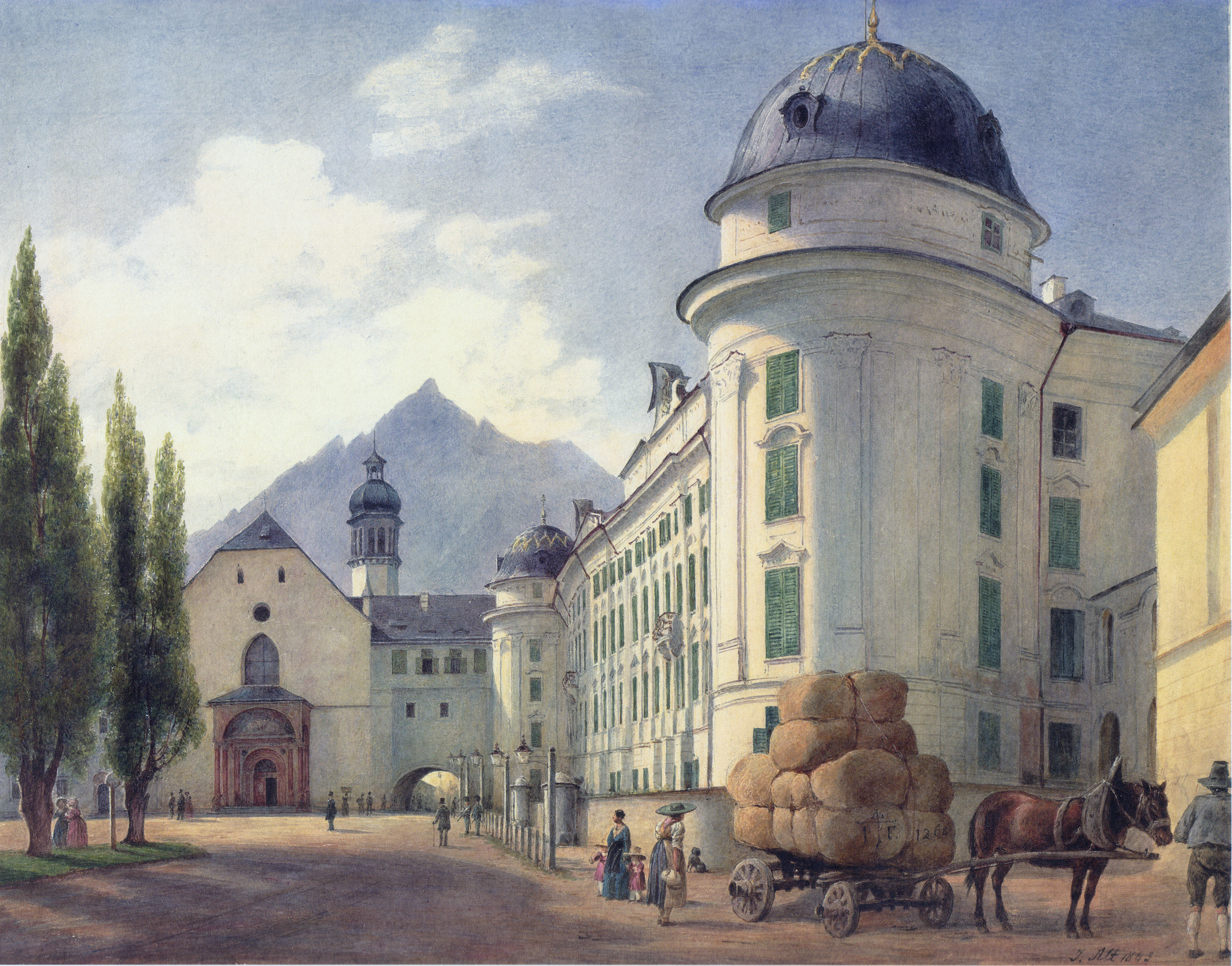
Acuarela de Jakob Alt, 1845

El ala este fue rediseñada para acomodar la nueva Fundación Colegial de Mujeres Nobles. Se instalaron nuevos techos y se nombró director de las obras a Constantin Johann Walter. En 1767 María Teresa designó al arquitecto Nikolaus Pacassi—responsable de convertir el Palacio Schönbrunn en un palacio residencial rococó— como responsable del diseño de la fachada principal en Rennweg. Después reformar lla estructura del tejado en 1774, Franz Anton Maulbertsch, el maestro de rococó austriaco, pintó los frescos de la Sala de los Gigantes entre 1775 y 1776. El resultado de este proyecto de renovación ordenado por María Teresa es el Hofburg actual.
Durante las Guerras napoleónicas, después de que los Habsburgo se vieran forzados a ceder el Tirol a los aliados bávaros de Napoleón en 1805, el Hofburg se convirtió en residencia del rey bávaro Maximiliano I (1756–1825). En 1809, Andreas Hofer dirigió una revuelta contra los bávaros, y tras la tercera batalla de Bergisel (13 de agosto de 1809), Hofer ocupó el Hofburg durante dos meses, actuando como gobernante del Tirol. Después del Congreso de Viena, el Tirol fue devuelto a Austria. En 1858, se produjo la última reorganización importante de los apartamentos imperiales siguiendo el modelo del Palacio de Schönbrunn. August La Vigne recibió el encargo de diseñar el área residencial en estilo rococó. Hoy en día se conserva un aparte importante del mobiliario de la época en las habitaciones imperiales.
Durante el transcurso de su largo reinado, el emperador Francisco José se hospedó en el Hofburg de Innsbruck en numerosas ocasiones. Su esposa Sissi, aun así, sólo pasó una noche el Hofburg, el 14–15 de octubre de 1871. Otros archiduques Habsburgo como el tío de Francisco José, Ferdinand Karl (1818–1874), su primo Eugen (1863–1954), y su sobrino Heinrich Ferdinand (1878–1969) tuvieron estancias más largas en los siglos XIX y XX.

## Apartamentos imperiales
La siguiente es una lista de habitaciones del Hofburg empezando en el vestíbulo de la Capilla y contando en el sentido de las agujas del reloj.
- El vestíbulo de la Capilla contiene recuerdos de la boda de Leopoldo II y María Luisa de España en agosto de 1765. La habitación contiene una casulla hecha del camisón del emperador Francisco I con la ayuda personal de la emperatriz María Teresa. El ropaje lleva los escudos imperiales de armas de Hungría, Bohemia, Borgoña y Tirol en el lado exterior, y el escudo austriaco en el interior. Las iniciales "F.I." Y "M.T." aparecen en la etiqueta del nombre. El vestíbulo también contiene tres retratos. El primero es un retrato de María Teresa cuando fundó la Fundación Colegial de Mujeres Nobles. Vestida ropajes negros de luto, la emperatriz porta la insignia de la orden en su mano derecha y muestra el documento fundacional en su mano izquierda. Los otros dos retratos son de la archiduquesa María Isable de Austria, abadesa de la fundación, y un retrato del emperador José II con chaqueta uniforme blanca que muestra la Orden del Tisón de Oro y la Orden Militar de María Teresa.

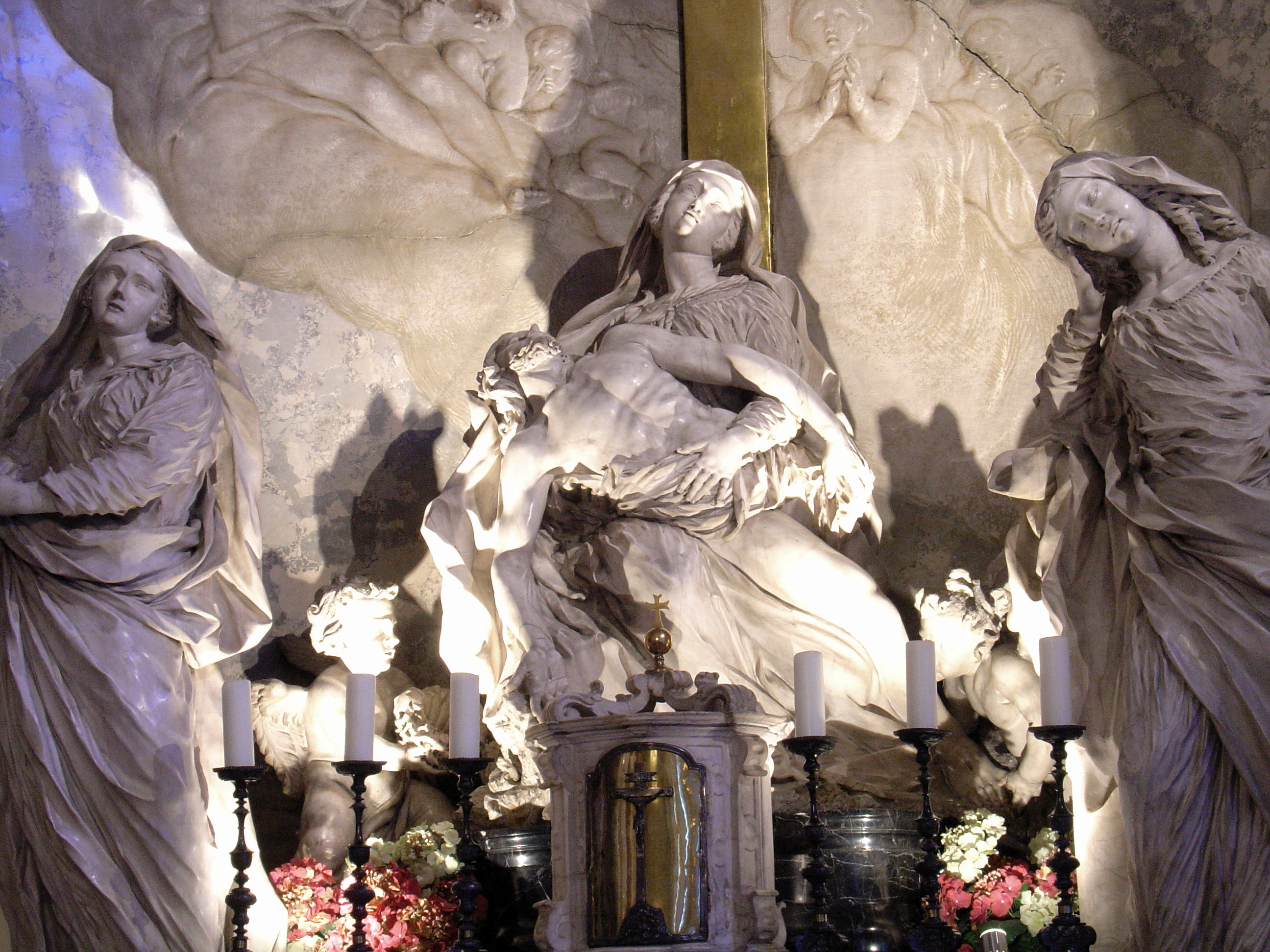
Hofburg Altar de capilla por Anton Sartori, 1766

- La capilla fue construida en 1765 y 1766 en la habitación donde emperador Francisco I murió . Durante las celebraciones de boda de Leopoldo II y María Luisa de España, el emperador murió después de regresar del teatro el 18 de agosto de 1765. Para María Teresa, el Hofburg se convirtió en "sitio conmemorativo" en honor su marido. Por instrucciones suyas, la habitación fue convertida en una capilla. La capilla rectangular se extiende a lo largo de dos pisos hasta un techo plano, con paredes decoradas en estilo rococó en blanco y oro. El ápice del nicho del altar tiene un cartucho con un rollo coronado con las iniciales de la emperatriz "M.T." La pared posterior del nicho está adornada por una gran cruz dorada y un relieve de F. A. Leitensdorfer mostrando a Dios Padre rodeado ángeles plañideros. El altar apoya un grupo de escultura en escala ampliada muestra a la Virgen con el cuerpo inerte de Jesus en sus brazos flanqueada por dos plañideras. El grupo del altar fue obra de Anton Sartori en 1766. La capilla contiene un órgano con seis registros construido por Matthias Maracher de Zell am Ziller en 1857. Las dos pinturas a lo largo de la pared de ventana, La Visitación y La joven María en el Templo, fueron pintadas por Johann Georg Dominikus Grasmair en 1732 y 1733. La pintura de madera Jesus abrazando la cruz data de finales del siglo XVI.
- La Fundación Colegial de Mujeres Nobles fue fundada por María Teresa y está todavía en funcionamiento. La hija de la pareja imperial, María Isabel, fue la primera y única abadesa de 1781 a 1805.
- La torre sur fue construida como torre heráldica alrededor de 1500 y fue un hito de la ciudad.
- La Sala de Guardia (Gardesaal) era la primera de cuatro habitaciones públicas que María Teresa amuebló como recepción para la Sala de los Gigantes. Era considerada parte del lado  "masculino" del palacio. Las pinturas reflejan las victorias del archiduque Carlos V de Lorena contra los turcos, instrumentales para que la Casa de Habsburgo consolidara y acrecentara su poder. Además, se convirtió en yerno del emperador Fernando III a través de su matrimonio con Leonor de Austria, cuyo retrato cuelga en la pared con ventanas.

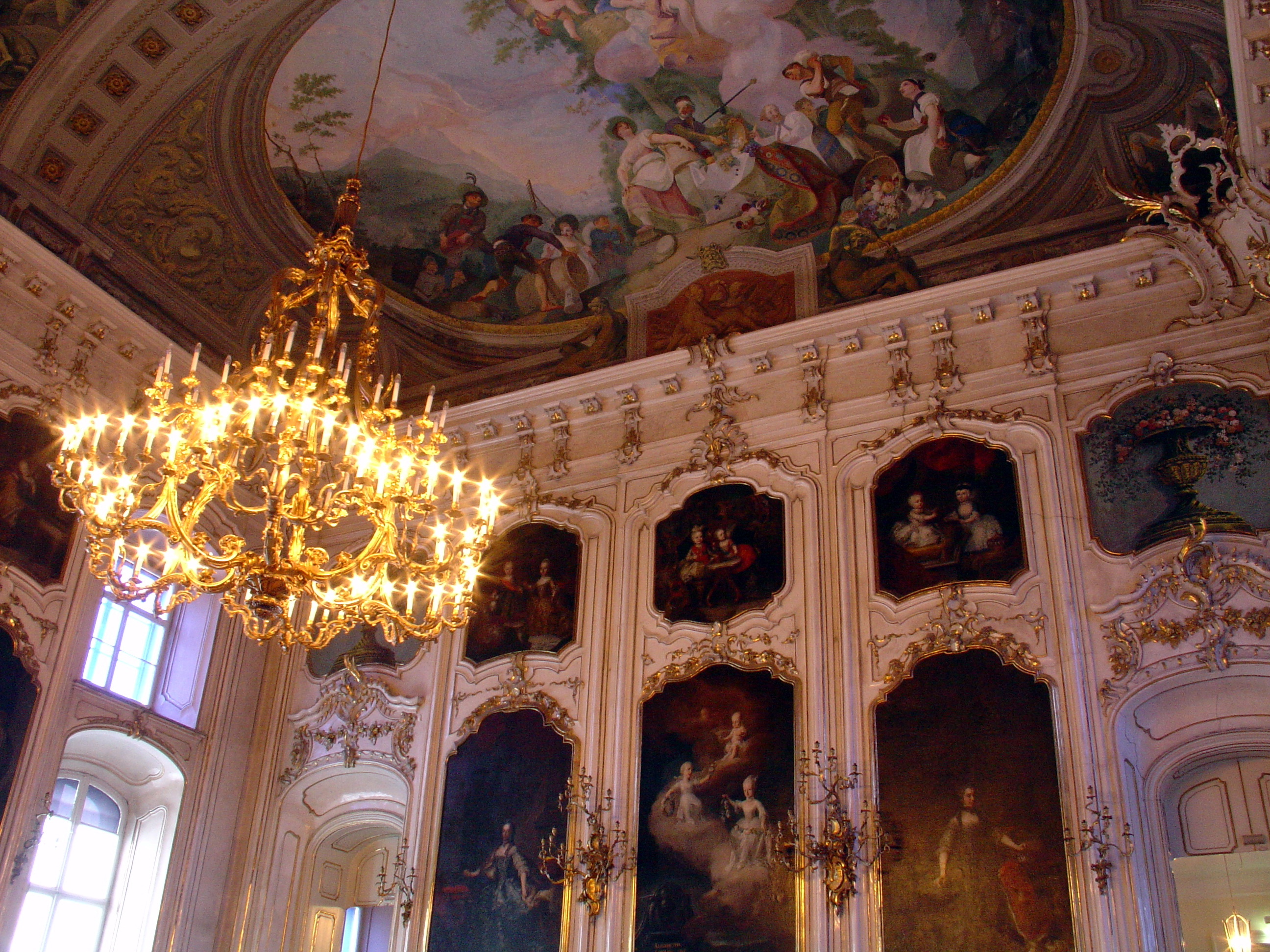
Frescos de la Sala de los Gigantes de Franz Anton Maulbertsch, 1775–1776

- La Sala de los Gigantes (Riesensaal) contiene pinturas de los niños y los nietos de María Teresa. El nombre de la sala hace referencia a los frescos originales de Hércules que decoraban en un principio la habitación.
- El Cuarto de Audiencia sirve como monumento a los antepasados de emperador Francisco I.
- El Salón de plenos del consejo contiene pinturas describiendo celebraciones de órdenes católicas.
- La Residencia fue el hogar de la hija de María Teresa, María Isabel (1743–1808), Abadesa de la Fundación Colegial de Mujeres Nobles desde 1781. Isabel fue la única persona que vivió en los apartamentos imperiales actuales durante un periodo significativo.
- El Apartamento de la emperatriz Sissi contiene mobiliario original con tapices y tejidos de seda.
- La Antecámara sirvió como cuartos privados para los miembros femeninos de la casa imperial.
- El Salón de la Emperatriz incluye las habitaciones en los cuartos privados decorados en estilo rococó con diferentes colores. La elección de color dependía de la función de la habitación según un código preciso.
- El vestidor es el comienzo de los cuartos privados de los apartamentos imperiales y sirvió principalmente para uso personal.
- El estudio es la habitación más luminosa en los apartamentos, dentro de la torre norte. Fue el estudio de la emperatriz Sissi.
- El armario es una habitación pequeña entre el vestidor y el dormitorio.
- El "Dormitorio de Sus Majestades".
- La habitación de mobiliario de la corte muestra sillas, una expresión de poder y jerarquía social en la corte.
- La habitación china debe su nombre a los murales con motivos chinos que decoran la habitación. Pintados en 1773, muestran hombres y mujeres chinos que bailan y cantan, un ceremonial procesión con la equitación de emperador en un entrenador magnífico, y varias escenas de caza. Estas pinturas fueron descubiertas bajo papel tras daños debidos a bombardeos durante la Segunda Guerra Mundial, y fueron restauradas entre 1950 y 1951. El mobiliario Biedermeier, obra del maestro carpintero Johann Nepomuk Geyer, data de 1838-1858.
- La habitación de los criados contiene "sillas de madera dura" suministradas a los criados que acompañaron al emperador Fernando I a Innsbruck en 1838.
- La mesa de la corte está puesto para postre en el estilo de una cena familiar cortesana alrededor de 1840.
- El pasillo de los criados conecta dos habitaciones en lados exteriores del Hofburg.
- La Galería de Retratos contiene una serie de retratos de miembros prominentes de la dinastía Habsburgo. Transferidos al Hofburg desde Viena, la colección contiene retratos de todos los emperadores Habsburgo desde José I (1705–1711) a Francisco José (1848–1916).
- La Galería de Mobiliario muestra los estilos de cada periodo, del ornado estilo imperiol al más sencillo y elegante estilo Biedermeier. Las piezas de mobiliario son obras tradicionales de la compañía Thonet .
- La habitación de oficios ilustra la riqueza significativa del Hofburg.
- La sala de documentación muestra la fundación de la Sala de los Gigantes.

## Sala gótica

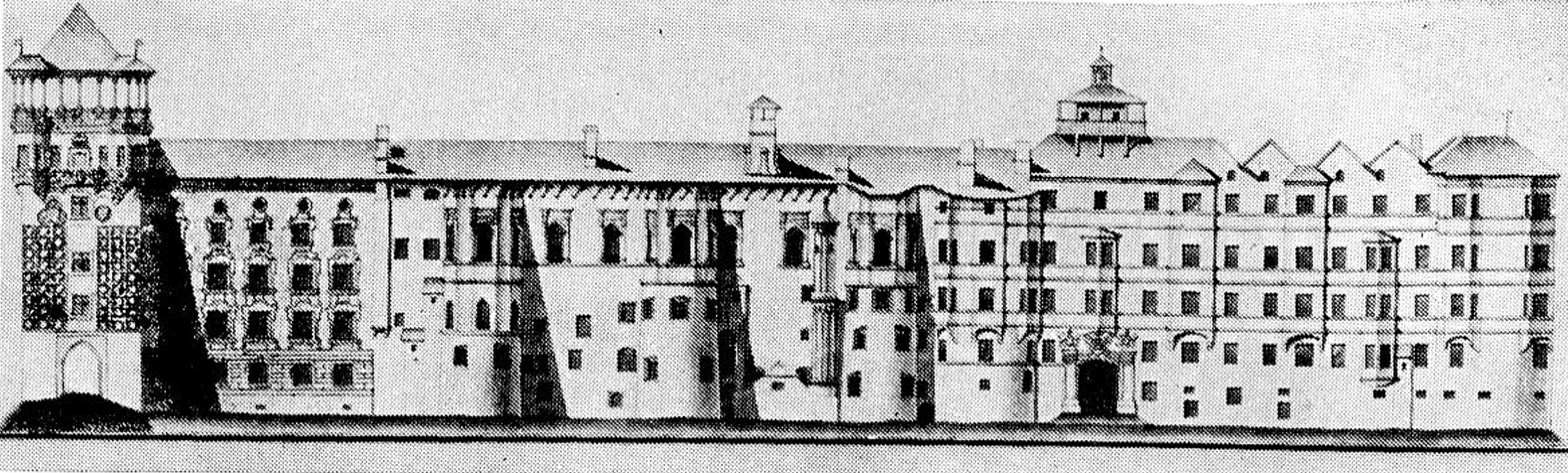
Hofburg antes de la reconstrucción barroca

La sala gótica se encuentra en el sótano del ala del norte. Fue construida en 1494 como sala de cinco naves que contiene una bóveda en cruz y mampostería medieval. Era la antigua entrada desde la puerta del norte con el puente levadizo. La parte occidental de la sala sigue en su condición gótica original. La parte del sur de la sala data más probablemente del Renacimiento. La parte oriental de la sala fue alterada durante el siglo XVIII cuándo se dividieron las paredes con arcos más bajos instaladados entre 1765 y 1779. La sala alterada fue una utilizada como cocina. El área total de la sala gótica es 650 metros cuadrados.

## Patio de palacio

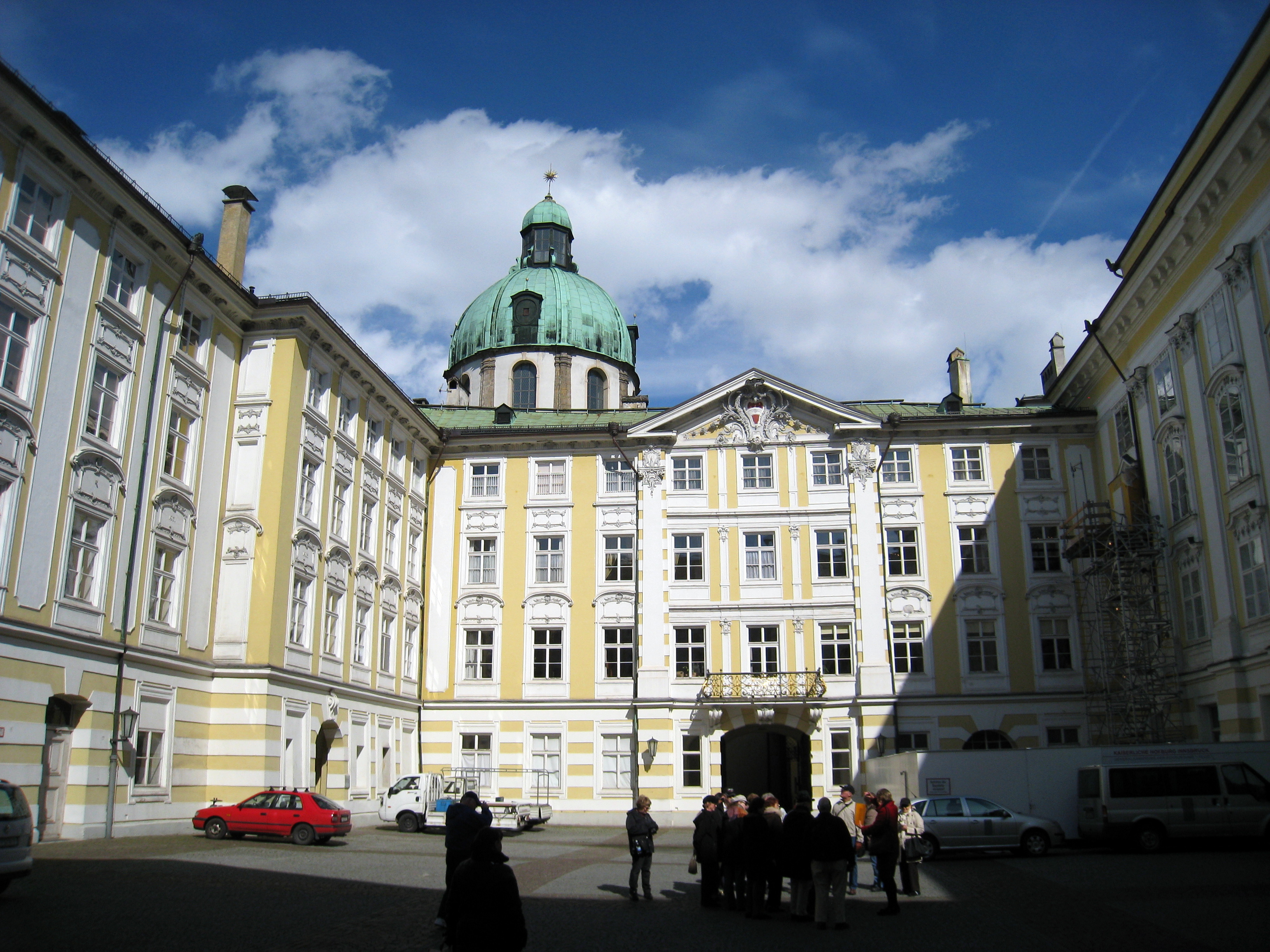
Patio de palacio

El gran patio adoquinado de palacio mide 1300 metros cuadrados y está encerrado por el edificio del Hofburg. Ha sido llamado "el patio interior más bonito en Innsbruck". Tras la reconstrucción barroca, el patio ha sido decorado con elementos escultóricos como pilastras, marcos, cornisas y cartuchos con el escudo austriaco en el gablete de las fachadas. Cuatro portales dan acceso al patio.

## Capillas
El Hofburg actualmente alberga dos capillas disponibles para celebraciones católicas y ecuménicas, así como acontecimientos culturales.
- La Silberne Kapelle (capilla de plata), en Hofkirche, contiene un órgano de Renacimiento.
- El Hofburgkapelle es una capilla ligera en el segundo piso superior del ala del sur, construida en la habitación donde murió Francisco I.

## Galería

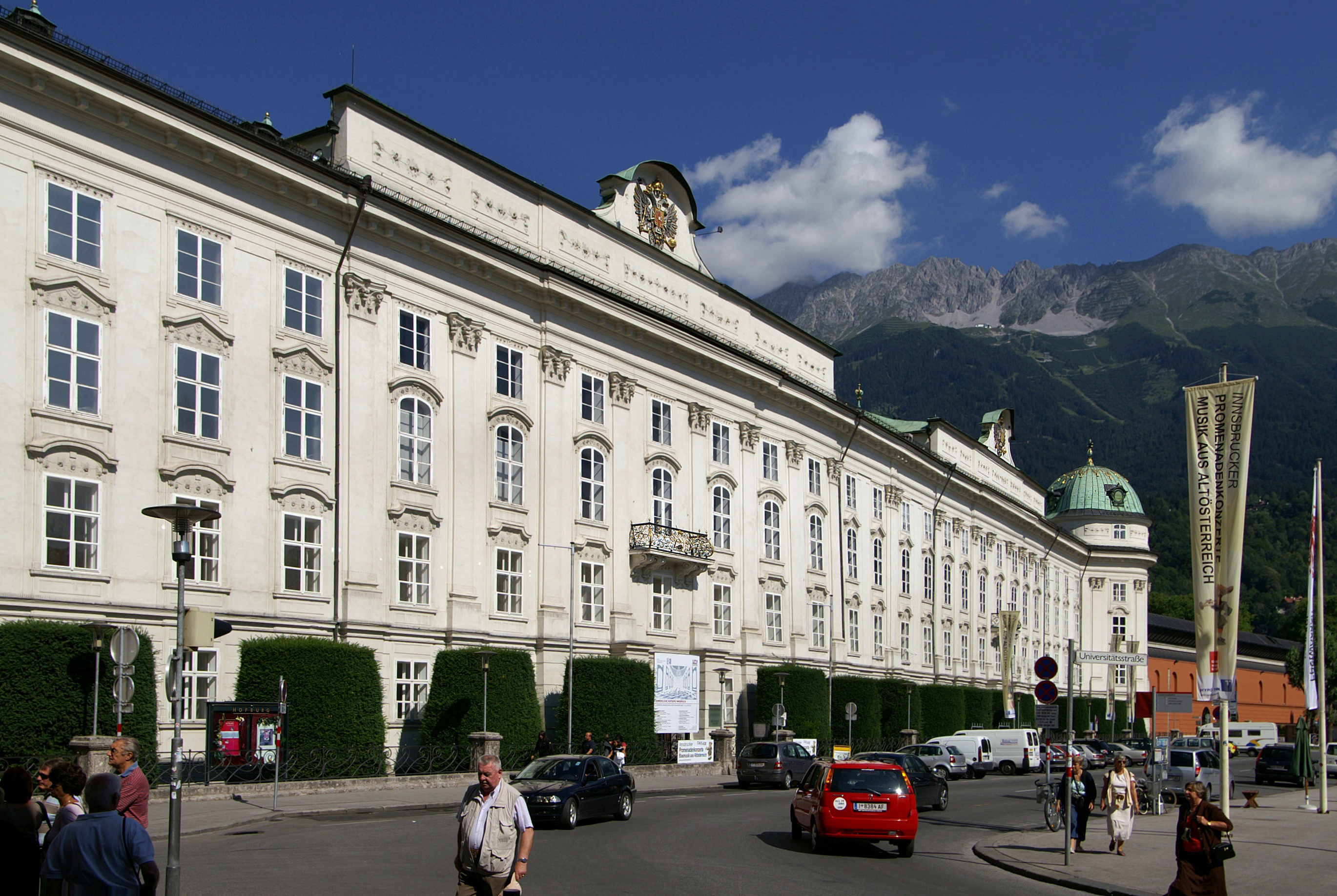
Hofburg En Rennweg
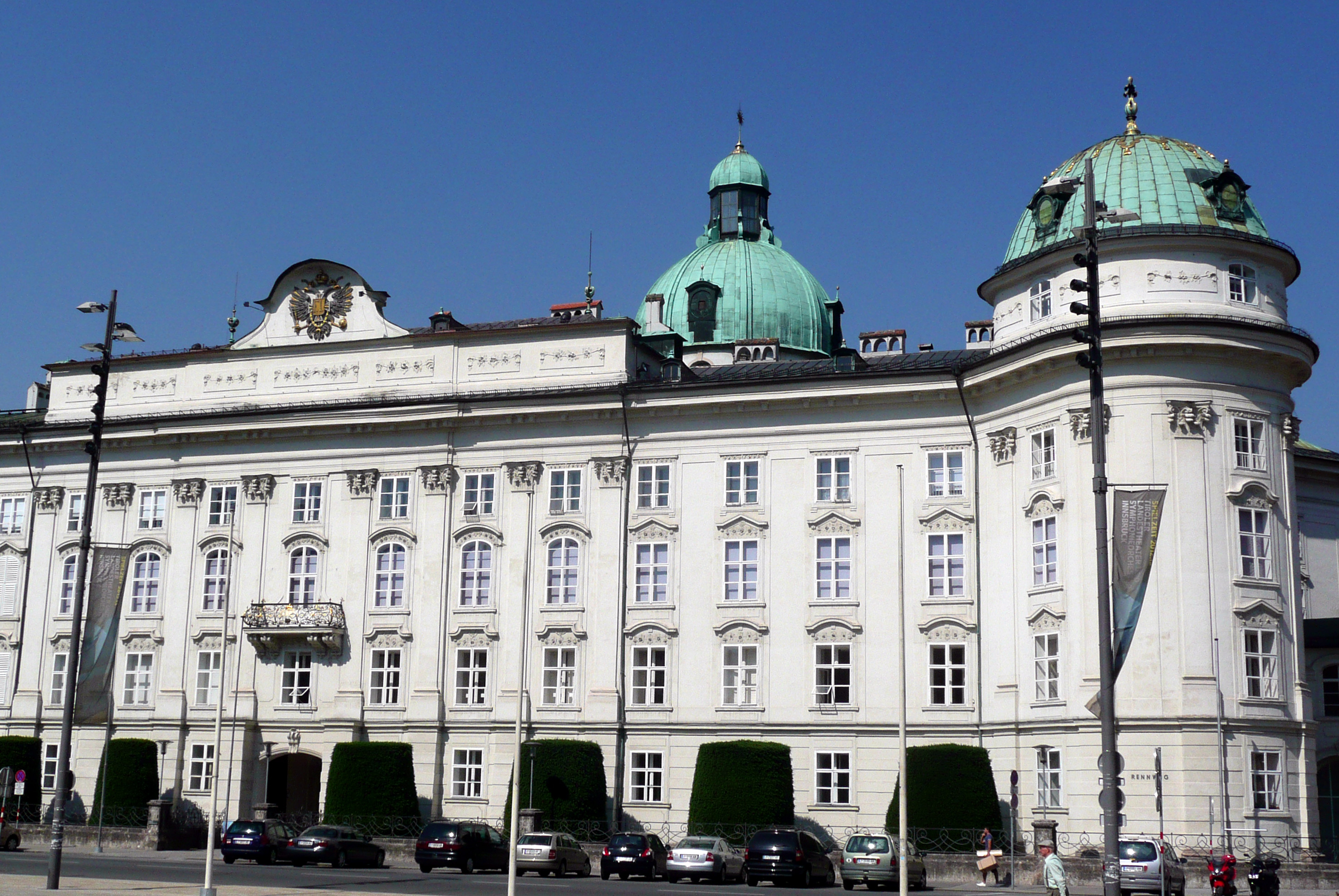
Hofburg Fachada principal y el Del norte Roundel
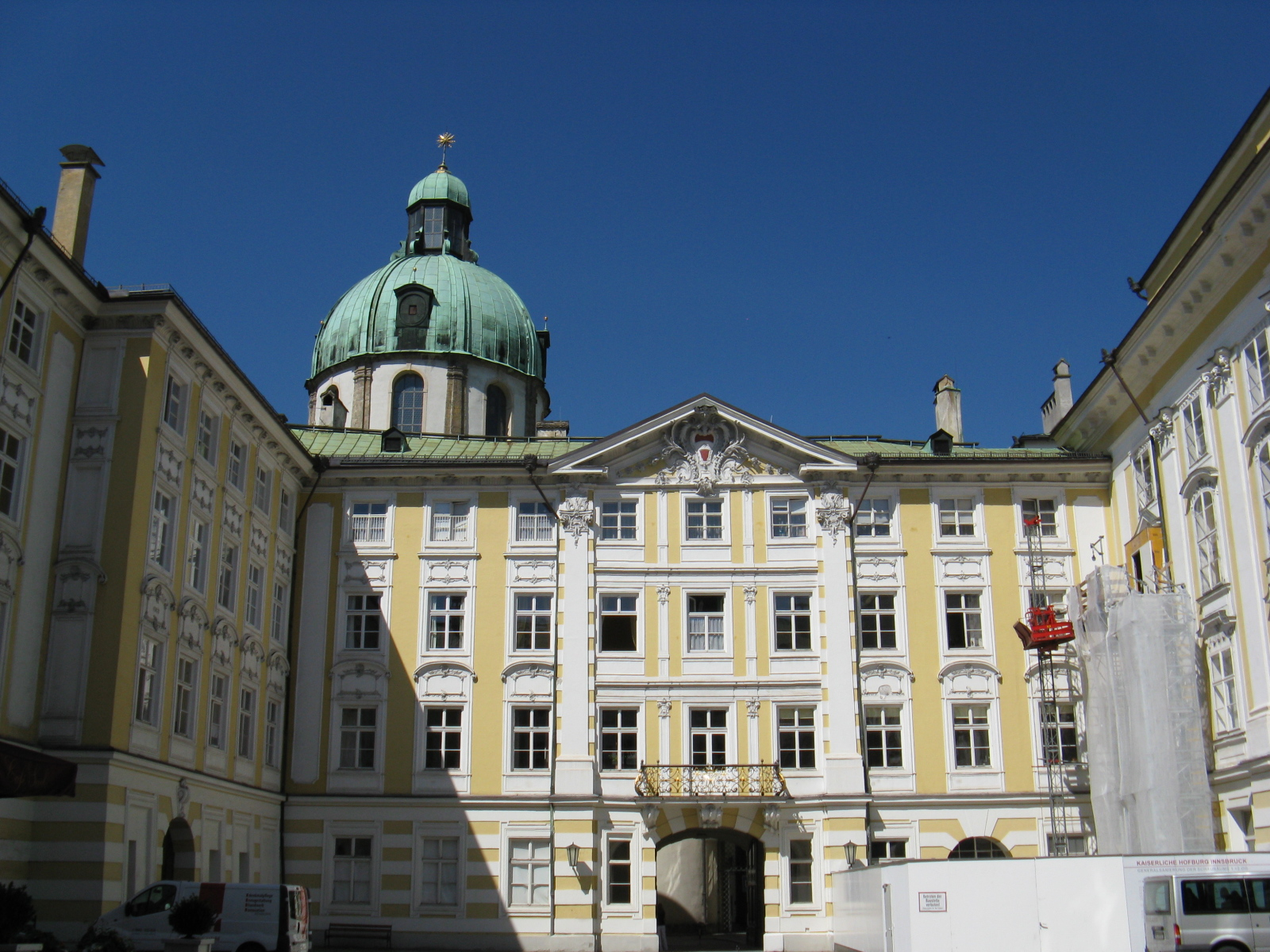
Patio de palacio
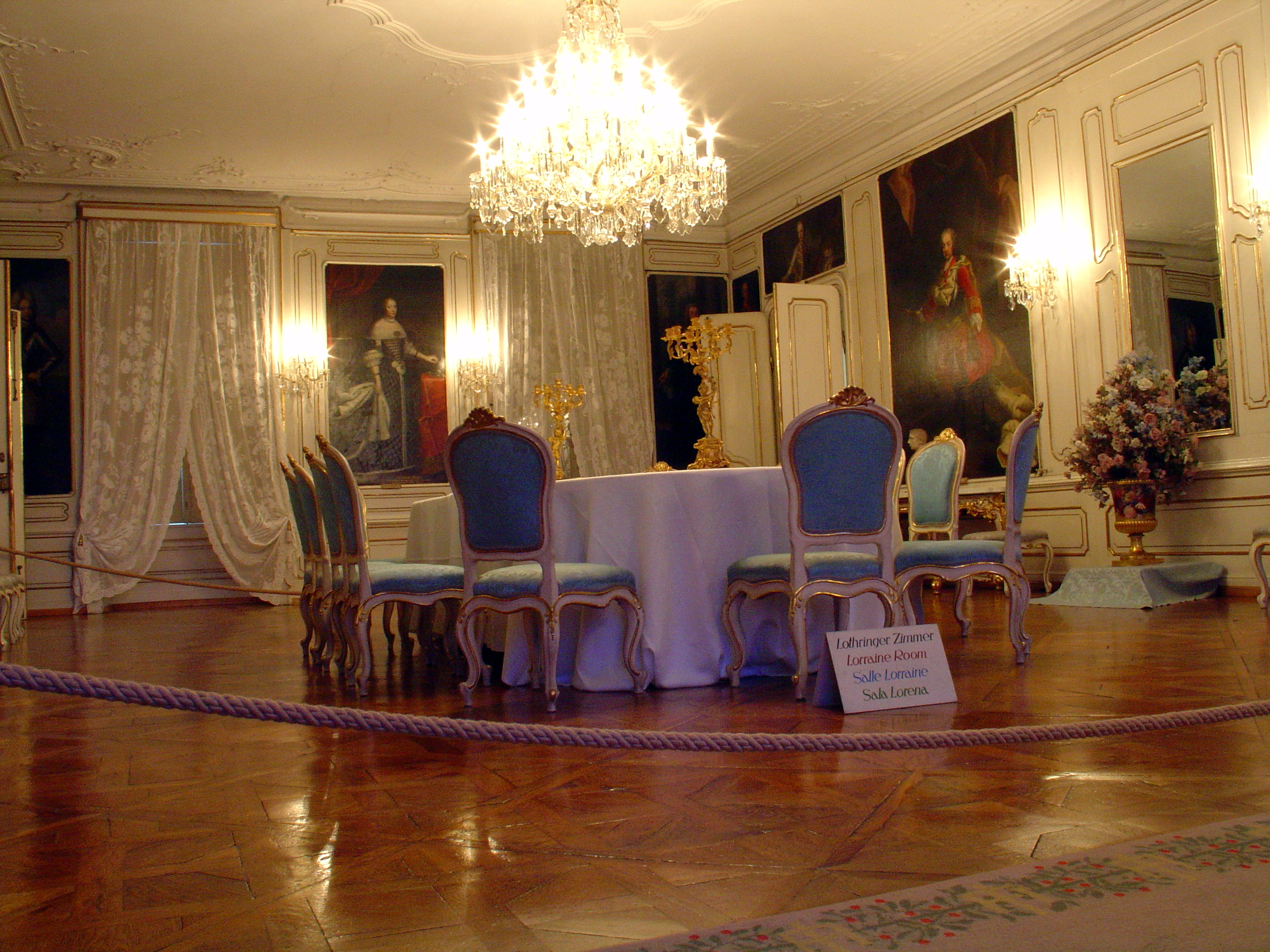
Habitación de Lorena
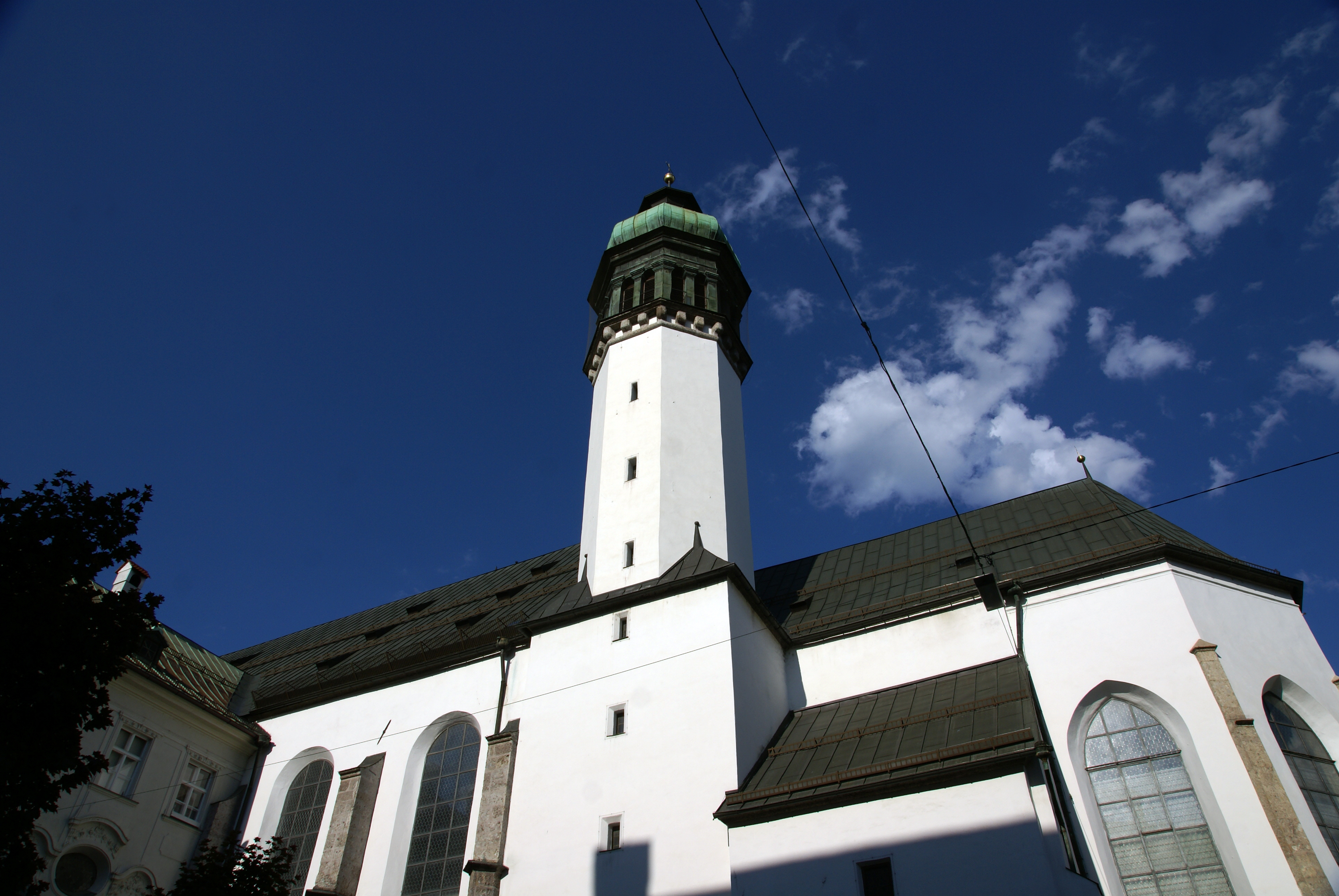
Hofkirche

- Datos: Q356289
- Multimedia: Hofburg, Innsbruck / Q356289